# Alexander Williams
Alexander "Alex" Williams (Londres, 18 de outubro de 1967) é um animador e cartunista inglês. Ele é filho do animador Richard Williams. Ele já trabalhou em muitos filmes de animação e é o autor da banda de desenho animado Queens Counsel no The Times, pelo qual recebeu o Cartoon Art Trust Award por Strip Cartooning em outubro de 2017.

## Biografia
Williams nasceu em Londres em 1967. Ele é filho do animador canadense Richard Williams. Ele tocou a voz de Tiny Tim na adaptação televisiva de seu pai, de 1971, de A Christmas Carol. Ele foi educado na Westminster School, na Camberwell School of Arts and Crafts e na Merton College, em Oxford.

## Carreira
Em 1987, Williams tinha 20 anos e em seu primeiro ano de estudos na Universidade de Oxford, quando começou a trabalhar como intermediário em Who Framed Roger Rabbit, trabalhando com o animador Simon Wells e mais tarde como assistente de animação de Marc Gordon-Bates. Williams trabalhou inicialmente sem remuneração como estagiário, e mais tarde foi convidado pelo produtor Patsy de Lord para trabalhar no filme em período integral. A universidade concordou com a suspensão dos estudos por um ano. No ano seguinte, em 1988, ingressou no Disney-MGM Studio em Orlando, Flórida, trabalhando no curta-metragem RollerCoaster Rabbit.

### Desenhos animados

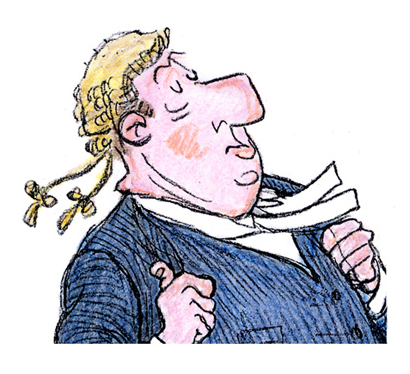
Sir Geoffrey Bentwood, QC, um dos personagens do Conselho da Rainha

Em 1993, Williams e Graham Francis Defries criaram a banda desenhada Queens Counsel, uma sátira sobre direito e advogados, publicada nas páginas de direito do jornal The Times, sob os pseudônimos Steuart e Francis. Na época, Williams e Defries estavam trabalhando como assistentes de pesquisa para membros do Parlamento na Câmara dos Comuns.
Um número de coleções dos desenhos animados foi publicado, por Robson Books e Harper Collins.
Williams também desenhou o Writer's Block, uma tirinha publicada na seção de livros do The Times de 2005–6, e The Dealers, publicada no The Tatler de 1994–95. Ele também ilustrou os personagens do blog Baby Barista pelo colega ex-advogado de Tim Kevan.

### Animação

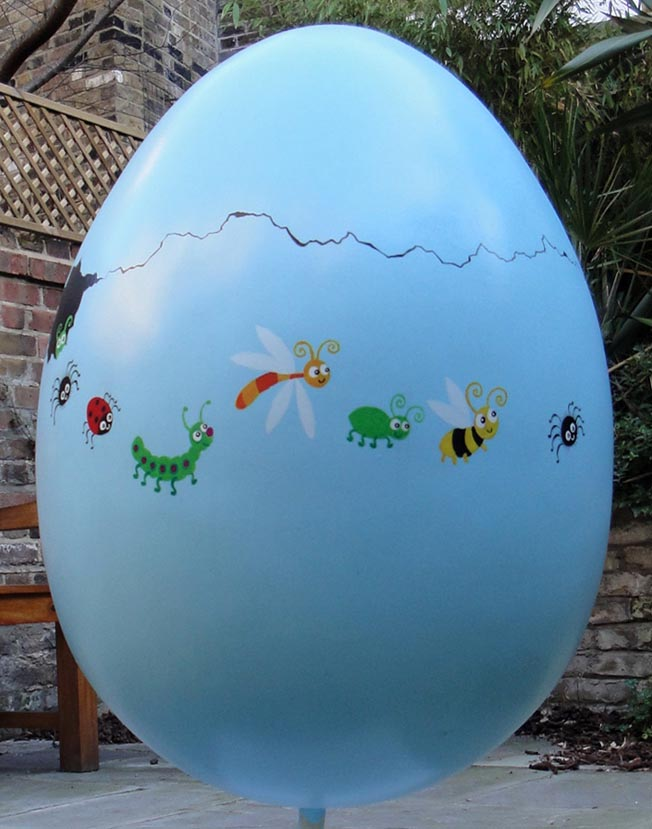
Projeto por Williams para a caça grande do ovo.

Williams foi advogado em 12 King's Bench Walk Chambers em Londres antes de partir em 1996 para seguir uma carreira em tempo integral em animação cinematográfica, ingressando na Warner Bros Feature Animation, onde foi animador principal do vilão "Ruber", dublado por Gary Oldman, em Quest for Camelot. Williams deu ao personagem uma "contração nervosa", um "suporte de lutador" e "mãos grandes com unhas quebradas que parecem assustadoras em close-ups".
Seu trabalho como animador inclui Who Framed Roger Rabbit (1988), The Princess and the Sapbler (1993), The Lion King (1994), Quest for Camelot (1998), The Iron Giant (1999), The Road to El Dorado ( 2000), Spirit: Garanhão do Cimarron (2002), O Grande Filme do Leitão, Sinbad: A Lenda dos Sete Mares (2003), Robôs (2005) e Temporada Aberta (2006).
Williams também trabalhou em efeitos visuais em Racing Stripes (2005), Monster House (2006), Underdog (2007), Beverly Hills Chihuahua, Inkheart (2008), Harry Potter e o Enigma do Príncipe (2009), Marmaduke (2010) e As Crônicas de Nárnia: A Viagem do Peregrino da Alvorada (2010).
Ele contribuiu com projetos para o Deckchair Dreams, um evento de angariação de fundos organizado pela Royal Parks Foundation em apoio aos Parques Reais de Londres. Em 2012, ele contribuiu com um projeto para The Big Egg Hunt, um evento de caridade anunciado como a maior caça de ovos de Páscoa do mundo.

### Ensino
Williams mora em Londres e leciona em várias academias e estúdios, incluindo o Escape Studios, mas agora ensina animação na Universidade Bucks New em High Wycombe como professor sênior.
Williams também fundou a primeira MA online do mundo em animação na Universidade de Buckinghamshire, a partir de setembro de 2015.
Em 2012, ele fundou uma escola de animação online, Animation Apprentice.

## Trabalho publicado
- Queen's Counsel – A Libellous Look at The law, Robson Books, 1995
- Queen's Counsel – Judgment Day, Robson Books, 1996
- Queen's Counsel – Laying Down the Law, Times Books, 1997
- The Times - Best of Queen's Counsel, Times Books, 1999
- Lawyers Uncovered – Everything you always wanted to know but didn't want to pay £500 an hour to find out, 2007
- 101 Ways to Leave the Law, JR Books, setembro de 2009[21]
- 101 Uses for a Useless Banker. Livros JR, setembro de 2009[22]
- The Queen's Counsel Official Lawyers' Handbook,  Robson Press Outubro de 2011[23]
- The Queen's Counsel Lawyer's Omnibus, Law Brief Publishing, 1 de outubro de 2013[24]
- For a Few Guineas More - The Legal Year in Cartoons, Law Brief Publishing, 13 de dezembro de 2019[25]